# Valeri Zajarévich
Valeri Vladímirovich Zajarévich –en ruso, Валерий Владимирович Захаревич– (Bekobod, 14 de agosto de 1967) es un deportista ruso que compitió en esgrima, especialista en la modalidad de espada.
Participó en dos Juegos Olímpicos de Verano, obteniendo dos medallas en la prueba por equipos: plata en Atlanta 1996 (junto con Alexandr Beketov y Pavel Kolobkov) y bronce en Barcelona 1992 (con Pavel Kolobkov, Andrei Shuvalov, Serguei Kravchuk y Serguei Kostarev).
Ganó una medalla de bronce en el Campeonato Mundial de Esgrima de 1998 y una medalla de bronce en el Campeonato Europeo de Esgrima de 1998, ambas en la prueba por equipos.

## Palmarés internacional
| Representando al Equipo Unificado |                           |                   |                    |
| Juegos Olímpicos                  |                           |                   |                    |
| Año                               | Lugar                     | Medalla           | Prueba             |
| 1992                              | Barcelona (España)        | Medalla de bronce | Espada por equipos |
| Representando a Rusia             |                           |                   |                    |
| Juegos Olímpicos                  |                           |                   |                    |
| Año                               | Lugar                     | Medalla           | Prueba             |
| 1996                              | Atlanta (Estados Unidos)  | Medalla de plata  | Espada por equipos |
| Campeonato Mundial                |                           |                   |                    |
| Año                               | Lugar                     | Medalla           | Prueba             |
| 1998                              | La Chaux-de-Fonds (Suiza) | Medalla de bronce | Espada por equipos |
| Campeonato Europeo                |                           |                   |                    |
| Año                               | Lugar                     | Medalla           | Prueba             |
| 1998                              | Plovdiv (Bulgaria)        | Medalla de bronce | Espada por equipos |